# Ernesto Fabián Canobbio Bentaberry
Ernesto Fabián Canobbio Bentaberry   (Montevideo, 8 de març de 1980), conegut simplement com a Fabián Canobbio, és un exfutbolista professional uruguaià que jugava com a migcampista. Va ser 9 cops internacional amb el seu país.